# Taça Ibérica de 1991
A Taça Ibérica de 1991 foi um troféu disputado a 2 mãos, entre os campeões da época de 1990/91 de Portugal (Benfica) e o vencedor da Copa del Rey de Espanha (Atlético de Madrid).
O troféu disputado em jogo duplo, a primeira mão foi disputada a 6 de agosto no Estádio da Luz em Lisboa e a segunda mão foi disputada a 13 de agosto no Estádio Vicente Calderón em Madrid.
O Atlético de Madrid sagrou-se campeão ao empatar por 1-1 em Lisboa e vencer por 3-2 em Madrid.
Este troféu não é reconhecido oficialmente por nenhuma das federações nacionais.

## Vencedores
| Ano  | Vencedor        | Resultados    | Vice    | Ref.  |
| ---- | --------------- | ------------- | ------- | ----- |
| 1991 | Atlético Madrid | 1 - 1 e 3 - 2 | Benfica | [ 3 ] |

## Performances por clubes
| Clube           | Campeão  | Vice     |
| Atlético Madrid | 1 (1991) |          |
| Benfica         |          | 1 (1991) |

## Performances por país
| Clube    | Campeão  | Vice     |
| Espanha  | 1 (1991) |          |
| Portugal |          | 1 (1991) |